# Triaenops menamena
Triaenops menamena — є одним з видів кажанів родини Hipposideridae.

## Поширення
Мешкає на Мадагаскарі.